# Стара Пазова
Стара Пазова (слч. Stará Pazova) је градско насеље у Србији и седиште истоимене општине у Сремском управном округу. Према попису из 2022. било је 18.522 становника.

## Географија
Стара Пазова се налази у северном делу Србије. Од главног града Србије, Београда, град је удаљен 35 km северозападно, а од главног града АП Војводине, Новог Сада, 42 km југоисточно. Два велика градска насеља, Инђија и Нова Пазова, налазе се свега 7–8 km од Старе Пазове.
Рељеф: Стара Пазова се налази у јужном делу Панонске низије, у источном делу историјске области Срем. Град у равничарском подручју, а земљиште око града је изванредне плодности. Надморска висина града је око 80 m.
Клима у Старој Пазови је умерено континентална. Њу одликују умерене зиме, топла лета, и кишовита и умерена пролећа и јесени. Количина падавина је око 600 mm/m².
Воде: Стара Пазова нема водотокова на свом подручју, већ ту постоје само вештачки прокопани канали. Најближа река је Дунав, 10 km удаљена од Старе Пазове, налази се у Старим Бановцима
Биљни и животињски свет је са одликама типичним за Панонску низију.

## Историја
Подручје Старе Пазове било је насељено још у доба праисторије. У доба Старог Рима било је део провинције Паноније са седиштем у оближњем Сирмијуму.
Током средњег века ово подручје је више векова било на размеђи између Византије и Угарске. Последњих векова средњег века угарска власт се учврстила у овим крајевима.
За време Османског царства (16-18. века) Пазову су населили Срби. Већ 1730. године у Старој Пазови постоји Српска народна основна школа. Они су остали претежно становништво све до краја 18. века.
Словаци су се доселили у овај део Срема, тада јужни део Хабзбуршке монархије, после 1760. године по молби Словака из углавном средње Словачке који нису били католичке вере већ нове протестантске тј. евангеличке вере. Доселили су се и због сиромаштва али и због Мађара католика, који нису били поборници нове вере. Словаци су били већинско становништво у Старој Пазови до половине 20. века. Истовремено су Срби били већинско становништво у околним селима. Немци су се доселили 1791. године, на простор који је добио име Нова Пазова а тада и Стара Пазова добија своје име. Становништво Старе Пазове је досељеним Немцима помагало у изградњи нових кућа. Немци су се иселили после Другог светског рата.
Најстарији запис о првој цркви потиче из 1775. године који се налази у инвентару Митрополита Јовановића сачињен 25. јануара 1775. године. Овај записник нечијом кривицом и непажњом је јако оштећен, недостају му најважнији први листови у којима пише о постанку цркве (православне) и школе а можда и за насеље и за сам постанак места. Остало је само осам листова. Из тих листова сазнајемо само о намештају, изгледу и уређењу саме цркве. По усменом предању стара црква није била на истом месту где је садашња, већ источно од данашњег олтара. Прва црква није имала једно звоно већ два мања од 140 и 90 фунти, која нису била смештена на црквеном звонику него на звонари од балвана у североисточном углу данашње порте са школске стране. Порта је била направљена од дрвета. Црква је била покривена узбијеним рогозом.
По попису из 1931. у Старој Пазови живело је 8536 становника, од чега су Словаци чинили 70% а Срби 20% становништва.
После Другог светског рата почиње нагли развој Старе Пазове, везан за прометност положаја и близину Београда и Новог Сада. У следећи 50 година град добија обрисе правог града, гради се низ јавних здања индустријских погона, као и стамбене зграде и нова стамбена насеља. Захваљујући томе, градско становништво се утростручује у следећих пар деценија и то махом досељавањем Срба из пасивних крајева Хрватске и Босне и Херцеговине.
Последње две деценије Стара Пазова полако постаје предграђе Београда. Такође, град је једно од средишта нове индустрије у Србији, познат пре свега по малим погонима и производњи робе широке потрошње.

## Демографија

### Кретање броја становника
- 1869: 4.132
- 1880: 4.629
- 1890: 5.838
- 1900: 6.674
- 1910: 7.339

У насељу Стара Пазова живи 14948 пунолетних становника, а просечна старост становништва износи 39,0 година (37,4 код мушкараца и 40,5 код жена). У насељу има 6170 домаћинстава, а просечан број чланова по домаћинству је 3,02.
Становништво у овом насељу веома је нехомогено, а у последња три пописа, примећен је пораст у броју становника.
|             | \| Демографија[3] \| Демографија[3] \| Демографија[3] \| \| Година \| Становника \| Становника \| \| -------------- \| -------------- \| -------------- \| \| 1921. \| 7.751 \| \| \| 1931. \| 8.536 \| \| \| 1948. \| 9.193 \| \| \| 1953. \| 10.103 \| \| \| 1961. \| 12.089 \| \| \| 1971. \| 13.776 \| \| \| 1981. \| 16.217 \| \| \| 1991. \| 17.110 \| 16.696 \| \| 2002. \| 18.645 \| 19.385 \| \| 2011. \| 18.602 \| \| \| 2022. \| 1.852 \| \| |            |
| Демографија | |            |
| Година      | Становника | Становника |
| 1921.       | 7.751 |            |
| 1931.       | 8.536 |            |
| 1948.       | 9.193 |            |
| 1953.       | 10.103 |            |
| 1961.       | 12.089 |            |
| 1971.       | 13.776 |            |
| 1981.       | 16.217 |            |
| 1991.       | 17.110 | 16.696     |
| 2002.       | 18.645 | 19.385     |
| 2011.       | 18.602 |            |
| 2022.       | 1.852 |            |

| Етнички састав према попису из 2022.‍ | Етнички састав према попису из 2022.‍ | Етнички састав према попису из 2022.‍ | Етнички састав према попису из 2022.‍ | Етнички састав према попису из 2022.‍ |
| ------------------------------------ | ------------------------------------ | ------------------------------------ | ------------------------------------ | ------------------------------------ |
|                                      |                                      |                                      |                                      |                                      |
| Срби                                 | Срби                                 |                                      | 11.863                               | 64,05%                               |
| Словаци                              | Словаци                              |                                      | 3.943                                | 21,29%                               |
| Роми                                 | Роми                                 |                                      | 415                                  | 2,24%                                |
| Хрвати                               | Хрвати                               |                                      | 196                                  | 1,05%                                |
| Југословени                          | Југословени                          |                                      | 103                                  | 0,55%                                |
| Руси                                 | Руси                                 |                                      | 91                                   | 0,5%                                 |
| Остали                               | Остали                               |                                      | 173                                  | 0,93%                                |
| Неизјашњени                          | Неизјашњени                          |                                      | 1.727                                | 9,32%                                |

| \| \| м \| \| \| ж \| \| ? \| 70 \| \| \| 69 \| \| 80+ \| 102 \| \| \| 221 \| \| 75—79 \| 157 \| \| \| 347 \| \| 70—74 \| 321 \| \| \| 454 \| \| 65—69 \| 442 \| \| \| 550 \| \| 60—64 \| 440 \| \| \| 529 \| \| 55—59 \| 474 \| \| \| 540 \| \| 50—54 \| 740 \| \| \| 719 \| \| 45—49 \| 813 \| \| \| 809 \| \| 40—44 \| 668 \| \| \| 767 \| \| 35—39 \| 573 \| \| \| 634 \| \| 30—34 \| 614 \| \| \| 583 \| \| 25—29 \| 667 \| \| \| 658 \| \| 20—24 \| 739 \| \| \| 662 \| \| 15—19 \| 660 \| \| \| 693 \| \| 10—14 \| 564 \| \| \| 528 \| \| 5—9 \| 520 \| \| \| 465 \| \| 0—4 \| 443 \| \| \| 410 \| \| Просек : \| 37,4 \| \| \| 40,5 \| |      |  |  |      |
| |      |  |  |      |
| | м    |  |  | ж    |
| ? | 70   |  |  | 69   |
| 80+ | 102  |  |  | 221  |
| 75—79 | 157  |  |  | 347  |
| 70—74 | 321  |  |  | 454  |
| 65—69 | 442  |  |  | 550  |
| 60—64 | 440  |  |  | 529  |
| 55—59 | 474  |  |  | 540  |
| 50—54 | 740  |  |  | 719  |
| 45—49 | 813  |  |  | 809  |
| 40—44 | 668  |  |  | 767  |
| 35—39 | 573  |  |  | 634  |
| 30—34 | 614  |  |  | 583  |
| 25—29 | 667  |  |  | 658  |
| 20—24 | 739  |  |  | 662  |
| 15—19 | 660  |  |  | 693  |
| 10—14 | 564  |  |  | 528  |
| 5—9 | 520  |  |  | 465  |
| 0—4 | 443  |  |  | 410  |
| Просек : | 37,4 |  |  | 40,5 |

| Година пописа     | 1948. | 1953. | 1961. | 1971. | 1981. | 1991. | 2002. | 2011. | 2022. |
| ----------------- | ----- | ----- | ----- | ----- | ----- | ----- | ----- | ----- | ----- |
| Број домаћинстава | 2.556 | 2.892 | 3.515 | 4.160 | 5.138 | 5.448 | 6.170 | 6.012 | 7.042 |

| Број чланова      | 1     | 2     | 3     | 4     | 5   | 6 и више | Просек |
| ----------------- | ----- | ----- | ----- | ----- | --- | -------- | ------ |
| Број домаћинстава | 1.001 | 1.401 | 1.317 | 1.278 | 582 | 433      | 3,09   |

| Пол    | Укупно | Неожењен/Неудата | Ожењен/Удата | Удовац/Удовица | Разведен/Разведена | Непознато |
| ------ | ------ | ---------------- | ------------ | -------------- | ------------------ | --------- |
| Мушки  | 7.480  | 2.296            | 4.587        | 319            | 244                | 34        |
| Женски | 8.235  | 1.734            | 4.640        | 1.407          | 424                | 30        |
| УКУПНО | 15.715 | 4.030            | 9.227        | 1.726          | 668                | 64        |

| Пол    | Укупно                    | Пољопривреда, лов и шумарство | Рибарство                            | Вађење руде и камена | Прерађивачка индустрија       |
| ------ | ------------------------- | ----------------------------- | ------------------------------------ | -------------------- | ----------------------------- |
| Мушки  | 3.727                     | 375                           | 0                                    | 22                   | 1.183                         |
| Женски | 2.466                     | 114                           | 0                                    | 12                   | 686                           |
| Укупно | 6.193                     | 489                           | 0                                    | 34                   | 1.869                         |
|        |                           |                               |                                      |                      |                               |
| Пол    | Производња и снабдевање   | Грађевинарство                | Трговина                             | Хотели и ресторани   | Саобраћај, складиштење и везе |
| Мушки  | 31                        | 233                           | 450                                  | 61                   | 277                           |
| Женски | 13                        | 40                            | 460                                  | 44                   | 60                            |
| Укупно | 44                        | 273                           | 910                                  | 105                  | 337                           |
|        |                           |                               |                                      |                      |                               |
| Пол    | Финансијско посредовање   | Некретнине                    | Државна управа и одбрана             | Образовање           | Здравствени и социјални рад   |
| Мушки  | 33                        | 91                            | 160                                  | 90                   | 44                            |
| Женски | 66                        | 84                            | 111                                  | 196                  | 242                           |
| Укупно | 99                        | 175                           | 271                                  | 286                  | 286                           |
|        |                           |                               |                                      |                      |                               |
| Пол    | Остале услужне активности | Приватна домаћинства          | Екстериторијалне организације и тела | Непознато            | Непознато                     |
| Мушки  | 92                        | 0                             | 0                                    | 585                  | 585                           |
| Женски | 77                        | 2                             | 0                                    | 259                  | 259                           |
| Укупно | 169                       | 2                             | 0                                    | 844                  | 844                           |

## Привреда
Развијена је пољопривреда, млинска, металска и текстилна индустрија. Посебно развијено занатство, са великим учешћем мале привреде у укупном друштвеном производу.

## Образовање
У Старој Пазови се налазе основне школе „Бошко Палковљевић Пинки“, „Симеон Араницки“, „Јанко Чмелик“ (словачка), гимназија „Бранко Радичевић“, Економска школа, Техничка школа и школа за посебне потребе „Антон Скала“. Школа Симеон Араницки је саграђена 2008. године.

## Спорт
У Старој Пазови се налази модеран спортски центар ФСС — Кућа фудбала.
- ФК Јединство Стара Пазова
- ОК Јединство Стара Пазова
- СД Јединство Стара Пазова

## Медији
- Радио телевизија Стара Пазова

## Градови побратими
- Сребреница, Република Српска, Босна и Херцеговина